# 早川ジャンクション
早川ジャンクション（はやかわジャンクション）は、神奈川県小田原市南町にあるジャンクションであり、西湘バイパスの本線・支線を接続している。なお、早川分岐（はやかわぶんき）と表記される事がある他、本線以外の石橋支線及び石橋インターチェンジ方面へのランプが石橋インターチェンジのランプと扱われているため、石橋JCT（いしばしジャンクション）と記載される場合がある。

## 接続している道路
- E84 西湘バイパス本線
- E84 西湘バイパス石橋支線（石橋IC Cランプ）

## 歴史
- 1995年（平成7年）3月：早川JCT - 石橋IC間開通に伴い供用開始。

## 隣
E84 西湘バイパス 本線
小田原IC - 早川JCT - 早川IC
E84 西湘バイパス 石橋支線
早川JCT - 石橋IC